# وليام برايت
وليام برايت (بالإنجليزية: William Bright)‏ (13 أغسطس 1928 - 15 أكتوبر 2006) لغوي أمريكي متخصص في لغات الأمريكيين الأصليين وجنوب آسيا واللسانيات الوصفية.